# Bombardiranje šole v Bilogorivki
7. maja 2022 so ruske sile med rusko invazijo na Ukrajino med bitko pri Severodonecku bombardirale šolo v Bilogorivki v Luganski oblasti. Potrjeno sta umrli dve osebi, oblasti pa so dejansko število smrtnih žrtev ocenile na okrog 60 ljudi.
V klet stavbe se je takrat zateklo približno devetdeset ljudi, po besedah predsednika Volodimirja Zelenskega je to bila večina prebivalcev vasi. Stavbo je zadel ruski zračni napad, ki je zanetil požar in s tem ujel večino ljudi v notranjosti šole.
Rešenih je bilo najmanj 30 ljudi. Potrjeni sta bili smrti dveh oseb, guverner Luganske oblasti Sergij Gajdaj pa je izrazil dvome v preživetje preostalih 60 ljudi.

## Odzivi
Napad sta obsodila ukrajinsko zunanje ministrstvo in generalni sekretar ZN Antonio Guterres, ki je bil nad napadom »zgrožen«.
Britanska zunanja ministrica Liz Truss je dejala, da je bila »prestrašena« in napad označila za vojni zločin.